# Màn màn vàng
Màn màn vàng, hay còn gọi là Sơn tiền, màn ri vàng, (danh pháp khoa học: Cleome viscosa) là một loài thực vật có hoa trong họ Màn màn. Loài này được L. mô tả khoa học đầu tiên năm 1753.

## Hình ảnh

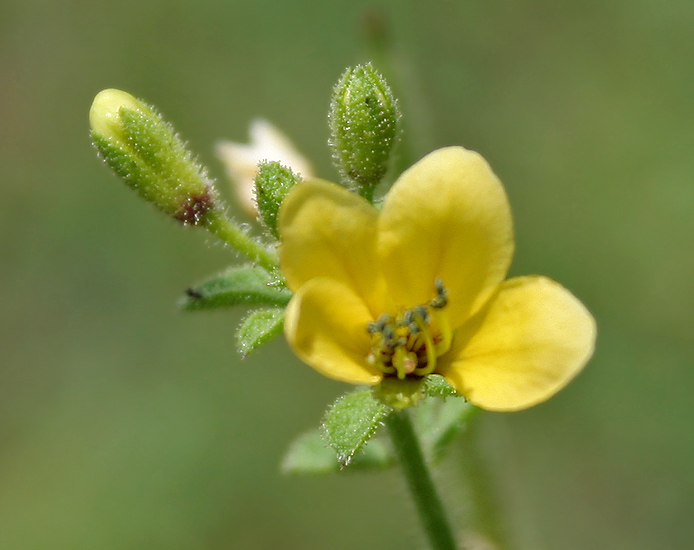
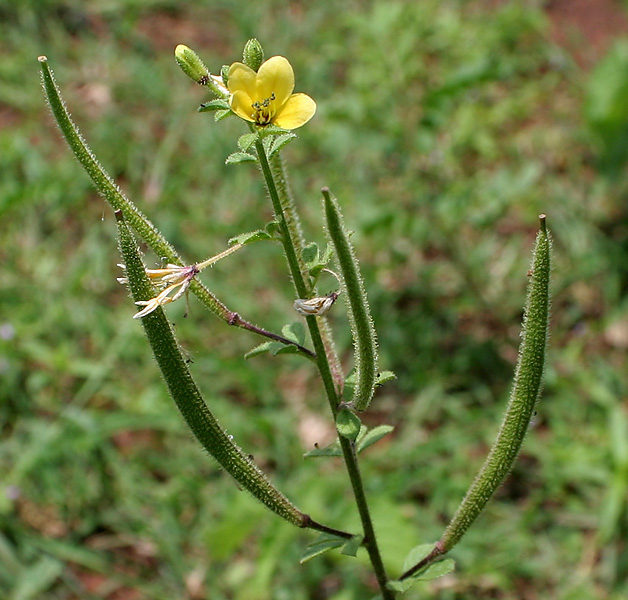
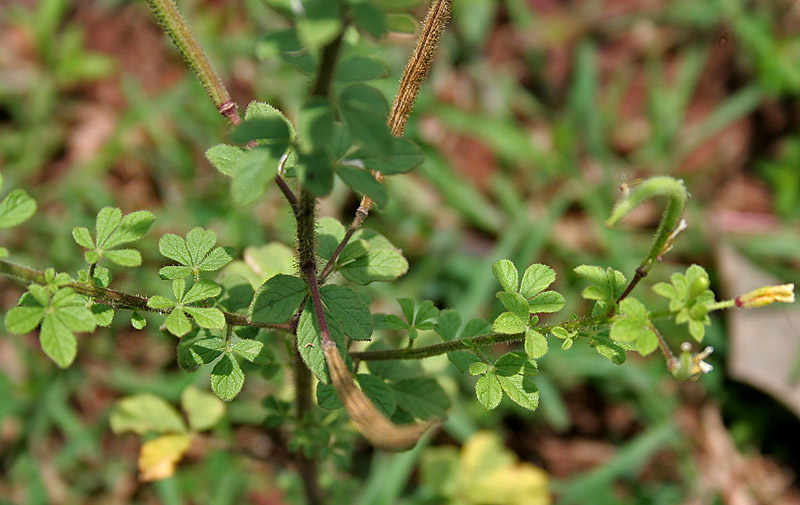
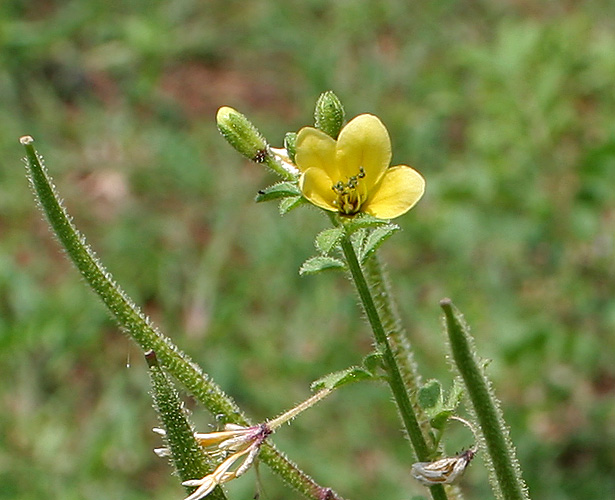
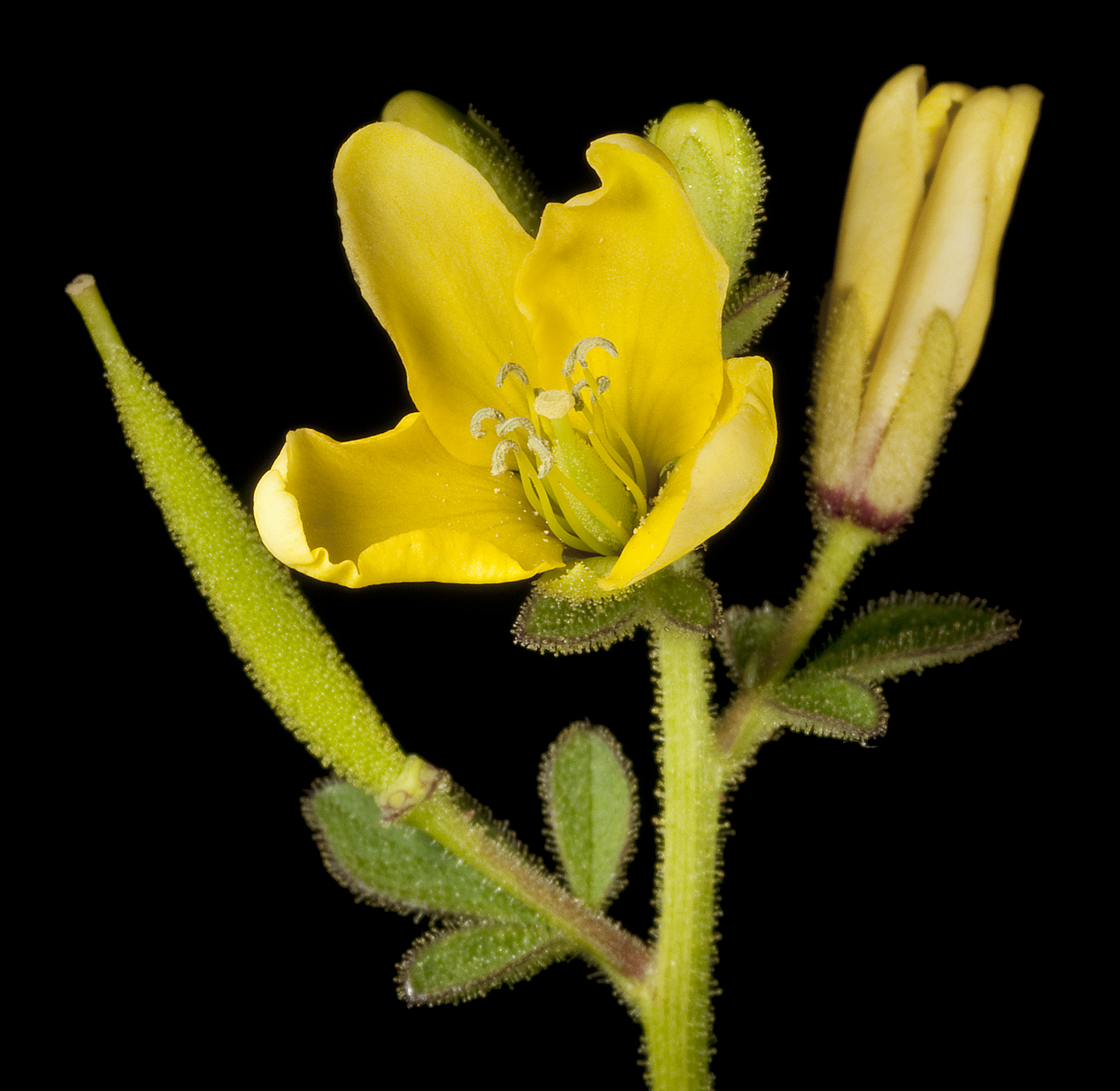